# Mangoo
Mattias Brånn, känd som Mangoo, född 29 november 1983, är en svensk låtskrivare och diskjockey som främst är känd för sin låt Eurodancer som släpptes år 2000.
Brånn växte upp i Örbyhus, Uppsala län. Han började tidigt intressera sig för elektronisk musik. När han var 16 år gammal slog han igenom med singeln Eurodancer som blev en världshit.
Under 2005 började han inleda ett samarbete med den italienska musikern Paolo Meneguzzi och Dino Melotti för att komponera albumet Musica. Han var med och skrev låten Era stupendo som framfördes av Paolo Meneguzzi och representerades av Schweiz i Eurovision Song Contest i Belgrad 2008.
Sommaren 2010 släppte han låten Fanta & Rose tillsammans med vännerna Mats och Anders Wängelin.

## Album
- 2000 - Eurodancer

## Single
- 2000 : Inside You
- 2000 : Eurodancer
- 2007 : Musica
- 2008 : Grande - Meneguzzi
- 2008 : Eurovision Song contest representing Switzerland
- 2009 : Ricky Martin
- 2009 : Corro via - Meneguzzi
- 2010 : Fanta & Rose (Svensk sommarhit)
- 2011 - Snabbaste Låten
- 2015 - Smoke City (feat. Tony Koma)
- 2018 - Madmix 2018 (Norwegian Russ)
- 2019 - Play (with Alan Walker, K-391 & Martin Tungevaag)
- 2020 -  Maze - Mike Perry & Mangoo (Ft Wanja Janeva)